# Rikissa van Denemarken
Rikissa van Denemarken (circa 1180 - 8 mei 1220) was van 1210 tot 1216 koningin-gemalin van Zweden. Zij behoorde tot het huis Estridsen.

## Levensloop
Rikissa was een dochter van koning Waldemar I van Denemarken uit diens huwelijk met Sophia van Minsk.
Rond 1210 zette koning Erik X van Zweden (1180-1216) zijn voorganger Sverker II af. Hij wilde graag hartelijke en vreedzame betrekkingen met Denemarken opbouwen, dat het huis Sverker had ondersteund in de strijd tegen het huis Erik. Om dit doel te bereiken, trad Erik X in het huwelijk met Rikissa. Van 1210 tot 1216 was ze koningin-gemalin van Zweden.
Zolang Erik X in leven was baarde Rikissa enkel dochters. Bij het overlijden van haar echtgenoot was ze opnieuw zwanger; deze keer beviel ze van een zoon, de latere Zweedse koning Erik XI van Zweden (1216-1250). De familie van Erik X werd echter verbannen uit Zweden, omdat Johan I, een lid van het huis Sverker, tot de opvolger van Erik X was verkozen. Rikissa en haar kinderen trokken naar Denemarken, waar ze in mei 1220 stierf. Twee jaar later besteeg haar zoon alsnog de Zweedse troon. Rikissa werd bijgezet in Ringsted.

## Nakomelingen
Rikissa en haar echtgenoot Erik X kregen volgende kinderen:
- Sophia (overleden in 1241), huwde met Hendrik Borwin III van Mecklenburg, heer van Rostock
- Martha, huwde met maarschalk Niels Sixtensson Sparre
- Ingeborg (overleden in 1254), huwde de Zweedse regent Birger Jarl
- Marianna, huwde met een hertog uit Pommeren
- Erik XI (1216-1250), koning van Zweden

- LIBRIS: 373820
- Virtual International Authority File: 308301609